# توقيت محلي

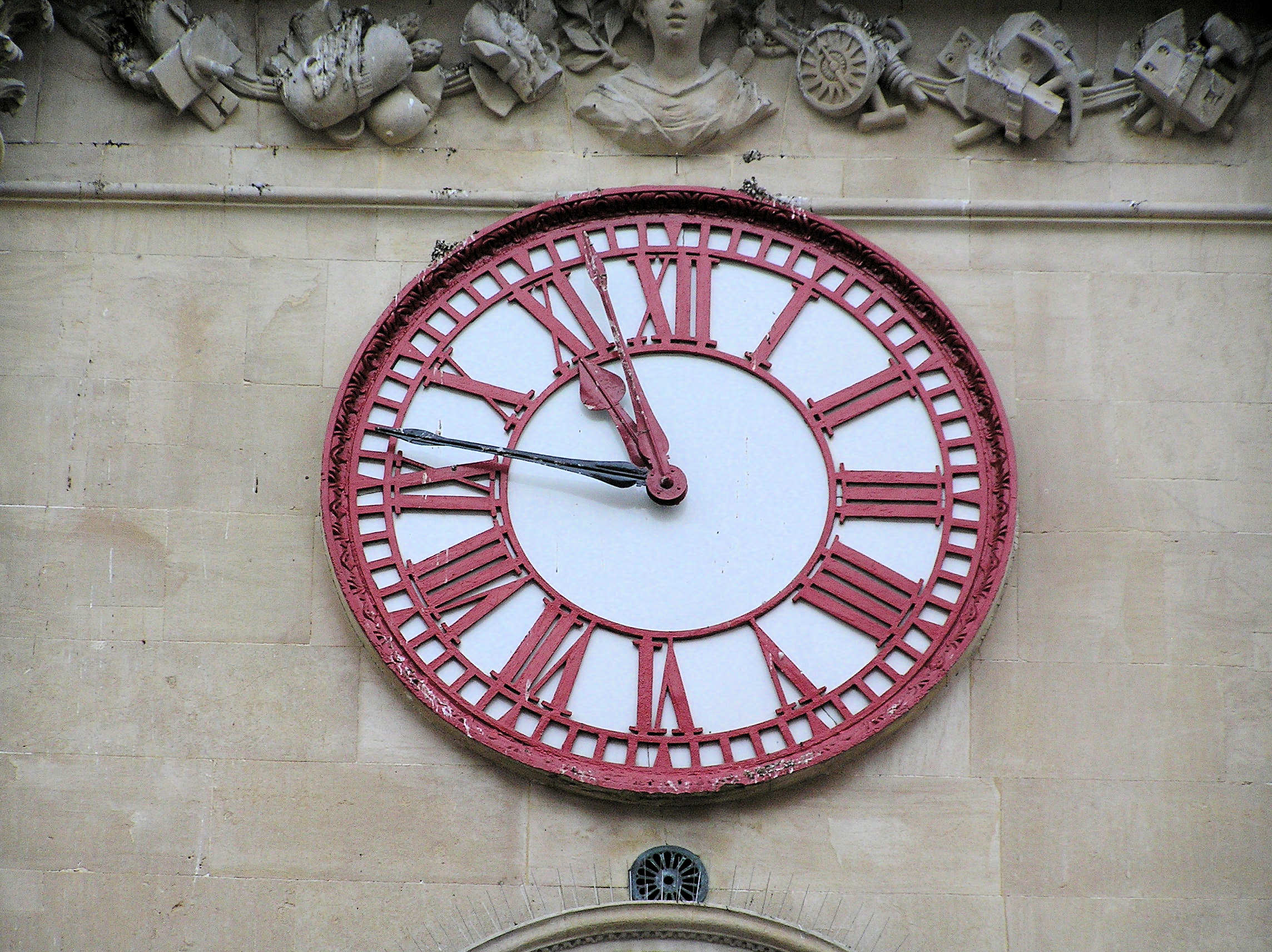
ساعة في بريستول

التوقيت المحلي ينتج عن حركة الشمس اليومية في السماء فتقطع الدرجة في أربع دقائق لكل درجة طويلة غربا ، ولكن لتسهيل الحياة اليومية استخدم التوقيت الأساسي عام 1884م حيث قسمت الأرض 24 منطقة كل منها 15 درجة من خطوط الطول ويكون الوقت الأساسي واحدا في أي مكان داخل إحدى المناطق . ( الموسوعة العربية الميسرة ، 560 )